# One Night Stand (Grimm)
One Night Stand (conocido como Un rollo de una noche en España y Aventura de una noche en Hispanoamérica) es el cuarto episodio de la tercera temporada de la serie de televisión estadounidense de drama sobrenatural y policíaco: Grimm. El guion principal del episodio fue coescrito por el guionista Sean Calder, y la dirección general estuvo a cargo de Steven DePaul.
El episodio se transmitió originalmente el 15 de noviembre del año 2013 por la cadena de televisión estadounidense NBC. Para la emisión de Hispanoamérica, el estreno se llevó a cabo el 9 de diciembre del 2013 por el canal Universal Channel.
La trama policial semanal, inspirada libremente en el cuento La sirenita, se origina cuando un joven resulta ahogado en un río, mientras tenía relaciones sexuales con una joven mujer, al ser tirado hacia abajo por unas extrañas manos que resultan ser de un náyade, un wesen similar a una sirena. En Viena, el embarazo de Adalind es objeto de atención en la lucha por el poder wesen, luego de la muerte del príncipe Eric.

## Argumento
El epígrafe del capítulo corresponde a la traducción al inglés realizada por Erik Cristian Haugaard, del célebre cuento La sirenita del escritor danés Hans Christian Andersen (1805-1875):

Versión en inglés

More and more she grew to love human beings and wished that she could leave the sea and live among them.
Versión en español
Hispanoamérica
Más y más creció su amor por los seres humanos y deseaba poder dejar el océano y vivir entre ellos.
España
Cada día sentía más afecto por la gente, cada día deseaba con más fuerza estar entre ellos.

La trama policial semanal se inicia con dos cuatro adolescentes, dos mujeres y dos varones, que se divierten y tienen relaciones sexuales en el río, cuando los dos varones son tirados hacia abajo por una extraña mano, causando la muerte por ahogamiento de uno de ellos, mientras el otro es salvado por una tercera joven que, al igual que sus hermanas, resulta ser una náyade, un wesen similar a una sirena. Los machos náyades son estériles, razón por la cual las hembras buscan hombres para mantener relaciones sexuales ocasionales para reproducir la especie. Al investigar el crimen, Nick y Hank se verán envueltos en un conflicto entre los grupos de náyades tradicionalistas que defienden la prohibición de establecer relaciones afectivas con los seres humanos, contra aquellos y aquellas que desean acercarse a las personas y establecer relaciones de convivencia. El argumento está inspirado libremente en La sirenita.
La trama de la serie relacionada con la lucha por el poder wesen en Viena luego de la muerte del príncipe Eric, muestra al capitán Sean Renard recibiendo informaciones de su espía en Viena, Sebastien, sobre las actividades de Adalind, cuyo reciente embarazo del fallecido príncipe Eric o de Sean Renard, hace que la criatura sea un objetivo en la lucha por el poder

### Detalles
- En un momento del capítulo, uno de los adolescentes mantiene con Nick el siguiente diálogo, relacionado con la cuestión de la diversidad, presente en toda la serie:

- Jake: Ella no era normal.
- Nick: Nadie lo es, Jake. Esto es Portland.

## Elenco regular
- David Giuntoli como Nick Burkhardt.
- Russell Hornsby como Hank Griffin.
- Bitsie Tulloch como Juliette Silverton.
- Silas Weir Mitchell como Monroe.
- Sasha Roiz como el capitán Renard.
- Bree Turner como Rosalee Calvert.
- Reggie Lee como el sargento Wu.